# ラーヴル・コルニーロフ

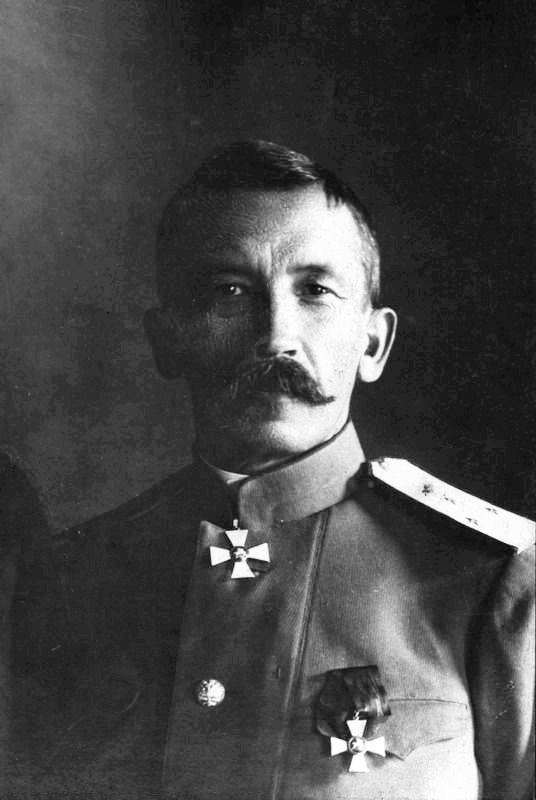
ペトログラード軍管区司令官としてのコルニーロフ

ラーヴル・ゲオールギエヴィチ・コルニーロフ（ロシア語: Лавр Гео́ргиевич Корни́лов、1870年8月18日（8月30日） - 1918年3月31日（4月13日））は、ロシア帝国の陸軍軍人、外交官、探検家。白軍指導者の一人。最終階級は歩兵大将。
ロシア臨時政府軍の最高総司令官（1917年）、白軍のカリスマ的リーダーであった。また、日露戦争や第一次世界大戦ではロシアの英雄であった。一方、二月革命に際しては、ロシア皇帝の家族を逮捕した。特に、失敗に終わった1917年8月のクーデター、「コルニーロフ事件」の指導者として知られる。

## 概要

### 幼年・青年時代
ラーヴル・コルニーロフは、1870年8月18日にウスチ・カメノゴルスク（現在のカザフスタン・オスケメン）で、ロシア帝国軍シベリア・コサック少尉エゴール（ゲオールギイ）・コルニーロフの家庭に生まれた。母のマーリヤ・イヴァーノヴナは、遊牧カルムイク人の出自であった。別説では、コクペクチンスキイ・スタニーツァのコサックの出とされる（スタニーツァとはコサックの大集落のこと）。コルニーロフの祖先は、エルマーク・チモフェーエヴィチの従士隊（Дружина）としてシベリアへやって来たという。
エリスタにコルニーロフの記念碑を建立することを計画しているカルムィク共和国大統領キルサーン・イリュムジーノフは、自身の研究で「コルニーロフの本名はローリャ・ギリヂーノフ（Лоря ГильдиновまたはデリヂーノフДельдинов）である。ラーヴルという名とコルニーロフという姓は、ローリャ・ギリヂーノフが継父から受け継いだものである。」と指摘している。
1881年には、コルニーロフ家はカルカラリンスク・スタニーツァから清との国境にあるセミパラチンスク州ザイサン（現カザフスタン）へ移住した。1883年6月には、コルニーロフはオムスクの陸軍幼年兵団（陸軍幼年学校、陸軍士官学校）へ入隊した。
初等学校の第3学年までの教育しか受けていなかったのにも拘らず、勤勉で有能なコルニーロフは急速に団でもっとも優秀な生徒のひとりとなった。卒業試験に優秀な成績で合格し、彼はさらなる教育を受けるための軍学校を選ぶ権利を獲得した。コルニーロフは権威あるペテルブルクのミハイロフスク砲兵学校への入学を選択した。彼は、1889年8月に同校へ入学した。

### ロシア帝国軍での勤務

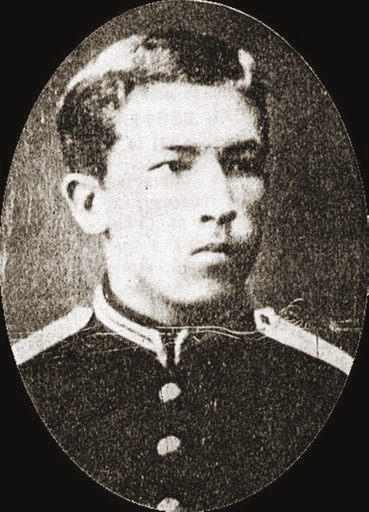
1880年代の士官候補生としてのコルニーロフ

1889年から1892年まで、ミハイロフスク火器学校でコルニーロフは勉強に励んだ。首席での卒業後、トルキスタン砲兵旅団への勤務を命ぜられた。勤務の他に、独学、兵士への啓蒙へ取り組んだ他、東洋の言語の研究にも従事した。

### 参謀本部アカデミー
1895年には、入学試験に合格し、コルニーロフはサンクトペテルブルクのニコライ参謀本部アカデミーの聴講生となった。1897年には小銀メダルを受けてアカデミーを終え、コルニーロフ2等大尉はペテルブルクを辞し、トルキスタン軍管区の勤務に就いた。

### 遠征
1898年から1904年にかけて、トルキスタンにおいて上級副官の司令部付き補佐官として、その後は司令部付き参謀として勤務した。トルクメン人に扮し、アフガニスタンにおいては、イギリス軍のデイダヂ要塞の偵察任務に従事したが、これは生命の危険と隣り合わせの任務であった。その他、東トルキスタンのカシュガル、アフガニスタン、ペルシャへの一連の長期にわたる探険と偵察遠征とを成し遂げた。司令部を卒業する生徒の必須科目であるドイツ語とフランス語に加えて、コルニーロフは英語やペルシャ語、ウルドゥー語をよく習得していた。
1903年11月から1904年6月にかけては、「言語の研究とベルジスタンの人々への関心」からインドにあった。実際には、イギリスの植民地軍の編成の分析のための滞在であった。1905年には、彼の秘密の『インドへの旅行の報告』（«Отчет о поездке в Индию»）は、総司令部から発表された。

### 日露戦争
1904年6月、コルニーロフ中佐は総司令部の部門長としてペテルブルクにあった。しかしながら、再び彼は前線任務への転勤に成功した。1904年9月から1905年12月までに第1歩兵旅団の参謀及び同旅団参謀長として任務に当たった。1905年2月の瀋陽（ムクデン）からの撤退に際しては、後衛にあって軍の主力を掩護した。ヴァズィエ村で日本軍の包囲に遭ったが、銃剣突撃によって包囲を突破し、彼の部隊がその一部として合同した旅団を主力へ合同させた。コルニーロフは多くの勲章を受け、中でも「第4位聖ゲオールギイ勲章」は「軍務に秀でた軍人」に対して贈られる名誉ある勲章であった。

### 中国での勤務
コルニーロフは、1907年から1911年の間、清のロシア大使館付き陸軍武官となった。

### 第一次世界大戦
その後連隊長、旅団長を歴任し、第一次世界大戦開戦時は第48歩兵師団長であった。勇敢な指揮により軍内部で広く知られ、1915年2月に中将に昇進、4月にオーストリア＝ハンガリー帝国の捕虜となった。コルニーロフは1916年7月に脱走し、9月には第25軍団長となった。

### ロシア革命
ロシア革命の起こった1917年3月からはペトログラート軍管区の指揮を任されたが4月末に辞任した。その後南西戦線の第8軍司令官として6月攻勢にてオーストリアとドイツの軍に対し印象的な勝利を収め歩兵大将に昇進し、7月7日南西戦線司令官となった。さらに7月19日には臨時政府軍の最高総司令官に任命された。
コルニーロフ将軍は、ロシアの混乱状況を憂いて反革命運動に身を投じる覚悟を決めた。彼は「大ロシア」が混沌と軍事力の低下によってそのプライドと名誉を失うことをよしとせず、自ら楯となってそのプライドと名誉を守ろうとした。この反革命運動のため、ソ連時代にはペレストロイカに至るまでコルニーロフの名誉は完全に失われることになった。

### クーデター未遂

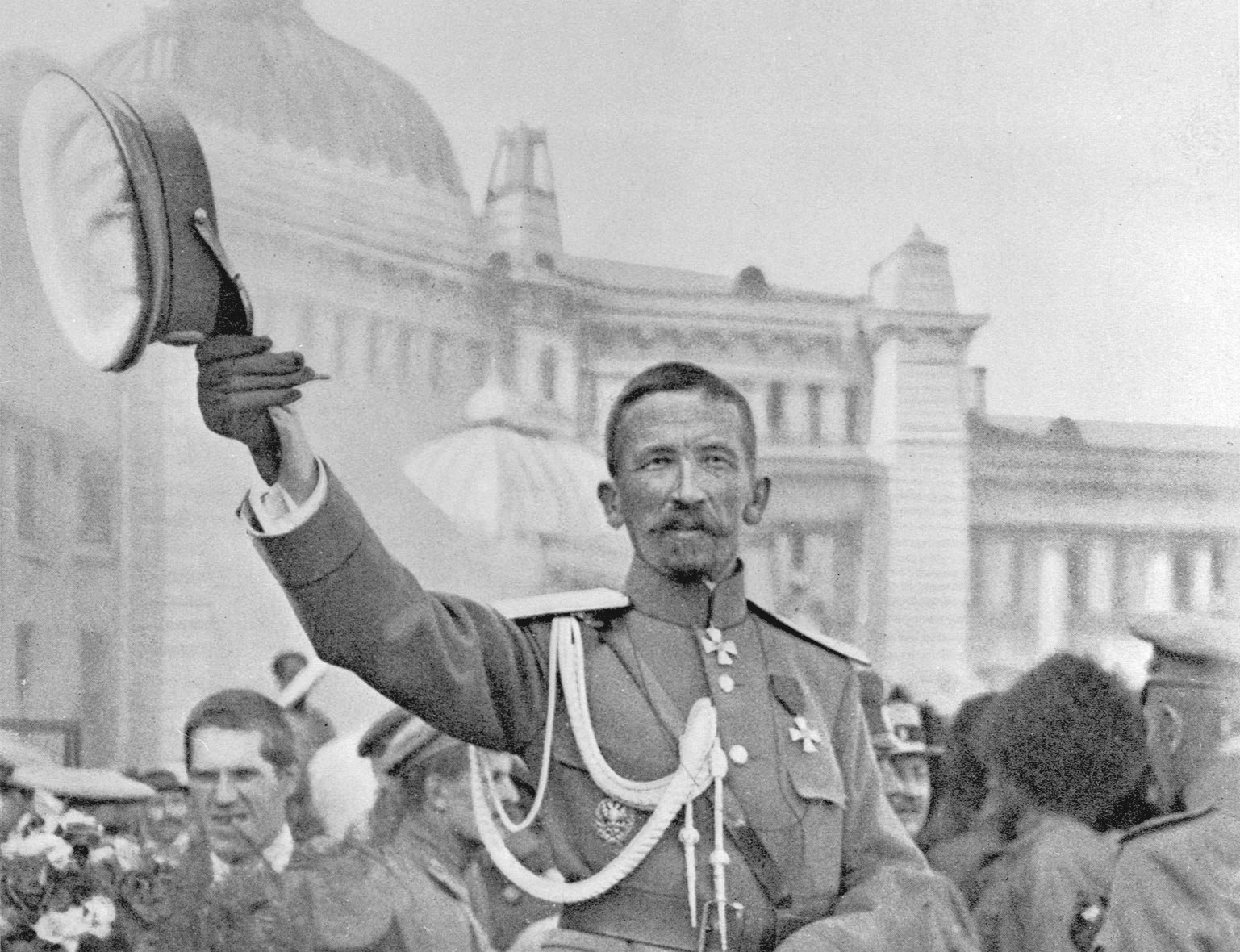
1917年のラーヴル・コルニーロフ

1917年8月、コルニーロフは「死につつあるロシアの大地を守る」ことを全ロシア国民に呼びかけ、指揮下の旧帝国軍をペトログラートに向けて進軍させた。彼は臨時政府の一角を占めるソビエトを打倒しなければ、ロシアは有効な戦争指導は難しいと考えていた。これに予てからボルシェヴィキら左派勢力を臨時政府から排除したいと考えていた首相アレクサンドル・ケレンスキーも彼を支持し、軍の首都への導入を依頼した。
ところが9月12日コルニーロフの軍が首都に近づくにつれケレンスキーは不安となり、自分も打倒されるかもしれないと疑い始めた。ケレンスキーは鉄道労働者にストを指令し、さらにペトログラードにソビエトの活動家を核とする赤衛隊を創設した。この時点で二月革命時の反乱軍はすでに帰農しているか前線におくられていた。しかし武器と帰農できない元兵士は豊富でかなりの軍隊を組織できた。
元々戦意の乏しかったコルニーロフ指揮下の部隊は、たちまち行き場を失い原隊に復帰していった。コルニーロフも逮捕され、軟禁状態に置かれた。
クーデターが失敗した結果、ボルシェヴィキはその軍事力・政治力を急速に蓄え、11月には武力による十月革命を起こして臨時政府を追放した。
コルニーロフは再び脱走に成功し、皇帝に忠誠を誓うドン・コサック軍の根拠地であるドン川地方にその拠点を定めた。コルニーロフは、ノヴォチェルカッスクにあったミハイール・アレクセーエフ隷下の義勇軍を情報戦で支援した。
しかし、1918年4月、コルニーロフはクバーニ地方（エカテリノダール地方）で行われた赤軍との戦闘で、弾丸を頭部に受け戦死した。

## フィクションにおけるコルニーロフ
コルニーロフ将軍は、セルゲイ・エイゼンシュテイン監督の映画『十月』における「敵役」として名高い。彼は、この映画で反革命の「獰猛師団」を率いるコサックの将軍として、人民の革命を踏みにじる恐怖の権化として描かれている。彼は、史実どおりクバーニ川で戦死し、司令官を失った「獰猛師団」も崩壊する。彼のカリスマ的イメージは劇中によく描かれており、この映画の中でもっとも印象深いキャラクターのひとりとなっている。